# Sebastian Thrun
Sebastian Thrun, nacido el 14 de mayo de 1967 en Solingen (Alemania), fue profesor de Inteligencia artificial en la Universidad de Stanford.
En 2011 participó en un experimento pionero de un curso en línea dirigido para todo el mundo sobre inteligencia artificial. En el curso se apuntaron más de 120.000 alumnos y más de la mitad lo finalizaron obteniendo su título que certifica el haber realizado el curso. Meses más tarde decidió salirse de la Universidad de Stanford afirmando que durante todos los años que ha estado en ella no compartía su conocimiento con más de 500 personas al año y la experiencia del curso de saber que han aprendido con él más alumnos que los que podría dar clase durante su vida y fundó Udacity, una universidad en línea y gratuita para todo el mundo.

## Libros
- Sebastian Thrun, Wolfram Burgard, Dieter Fox (2005). Probabilistic Robotics (Intelligent Robotics and Autonomous Agents). The Mit Press. ISBN 978-0-2622-0162-9.